# Draco
Draco (Dra), o Dragão, é uma constelação do hemisfério celestial norte próxima do polo celeste norte. O genitivo, usado para formar nomes de estrelas, é Draconis.
As constelações vizinhas, segundo as delineações contemporâneas, são a Ursa Menor, a Girafa, a Ursa Maior, o Boieiro, Hércules, a Lira, o Cisne e Cefeu.

## Objetos celestes

### Estrelas
Gamma Draconis (Eltanin) é o objeto mais brilhante da constelação de Draco, com uma magnitude aparente de +2.2, e está a uma distância de 154.3 anos-luz do Sol. 
Eta Draconis é a segunda estrela mais brilhante de Draco. É uma estrela binária com magnitude de 2.73. Esta a cerca de 92.1 anos-luz do Sol.
Beta Draconis é uma estrela binária e a terceira estrela mais brilhante da constelação, com magnitude 2.79

### Objetos de céu profundo
Um dos principais objetos do céu profundo da constelação de Draco é a Nebulosa Olho de gato , que estruturalmente é uma das nebulosas mais complexas que conhecemos. A constelação também possui diversas galáxias, como a Galáxia do Fuso, NGC 5879 , NGC 5907, Galáxia Anã de Draco , Galáxia Anã de Draco II e a Galáxia anã PGC 39058.
Draco também possui diversas galáxias em interação, como a Galáxia do Girino, e Aglomerados de galáxias. Um dos seus grandes aglomerados de galáxias é o Abell 2218, que se situa a mais de 2 bilhões de anos-luz de distância da Terra e possui alguns milhares de galáxias. 

## Mitologia
Existem diversos mitos relacionados a constelação de Draco, sendo que a maioria se refere ao próprio dragão.

### Mitologia Grega
Um dos mitos representava Draco como Ladão, um guardião de 100 cabeças que protegia a macieira de fruto dourado do Jardim das Hespérides. O décimo primeiro trabalho de Hércules foi roubar os pomos de ouro do Jardim, e para isso ele matou o Ladão. Algum tempo depois, Hera colocou a imagem do dragão no céu, virando uma constelação.

Uma outra lenda Grega diz que Draco foi morto pela Deusa Minerva durante a batalha entre os Gigantes e os Deuses, e atirado aos céus.